# 1re armée (Italie)
Pour les articles homonymes, voir 1re armée.
La 1re armée (en italien : '1ª Armata') est une unité militaire de l'armée royale italienne (Regio Esercito Italiano) pendant la Première et la Seconde Guerre mondiale.

## Première Guerre mondiale
Pendant la Première Guerre mondiale, la 1re armée porte la responsabilité d'un long front allant du col du Stelvio sur la frontière italo-suisse-autrichienne jusqu'au plateau d'Asiago et résiste avec succès l'offensive austro-hongroise. Son secteur est ensuite réduit, limitant son rôle à la défense des frontières du Trentin et de la région de Vérone.

### Formation et opérations en 1915
La 1re armée est issue de l'Armée de Milan qui devint, en octobre 1914, la 1re armée. En plus de divers corps d'armée (jusqu'à cinq), elle avait à sa disposition de grandes unités non comprises dans les corps d'armée : des divisions d'infanterie et de cavalerie et des groupes de troupes alpines. Même le commandement des truppe altipiani a été placé par la suite au sein de cette armée. La 1re armée a participé pendant le conflit à des conquêtes, divers revers et reconquêtes (principalement la guerre dite blanche) jusqu'à la bataille finale de Vittorio Veneto.

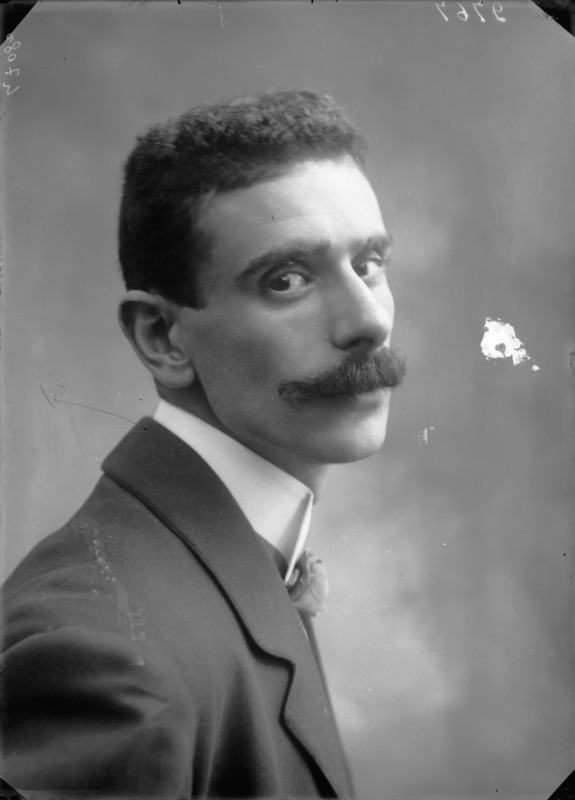
Le général Brusati en tant que sénateur italien

La Première Guerre mondiale s'étendant à l'Italie, cette armée est placée sous le commandement du lieutenant général Roberto Brusati et se compose du IIIe corps d'armée (Corpo d'Armata) de Milan sous le commandement du lieutenant général Vittorio Camerana et du Ve corps d'armée de Vérone sous le commandement du lieutenant général Florenzio Aliprindi.
Chaque corps d'armée était composé de trois divisions d'infanterie, y compris des unités d'artillerie de campagne et de sapeurs. En outre, il y avait une troupe de corps composée de bersaglieri, d'alpini, de cavalerie, d'artillerie et d'autres spécialistes et une troupe d'armée composée d'infanterie, de cavalerie, d'artillerie et de spécialistes.
La 1re armée, qui avait désormais son quartier général à Vérone, était déployée du col du Stelvio au col de Rolle/Cismon, soit environ 200 kilomètres le long du front de guerre, le IIIe corps d'armée étant responsable de la frontière suisse jusqu'à la région du Lac de Garde et le Ve corps d'armée de Garda à Rolle/Cismon, où la 4e armée commençait son secteur. Selon les plans du commandant suprême de l'armée, la 1re armée devait maintenir une position stratégique défensive, non seulement pendant la période de préparation de la guerre, mais aussi pendant la période où la 4e armée (adjacente), commandée par le général Luigi Nava, opérerait à partir de Cadore pour tenter d'ouvrir une route vers le Tyrol.
La 1re armée, cependant, devait mener des offensives limitées pour assurer la sécurité de la frontière italienne, et occuper tout territoire ennemi, partout où cela était possible et commode. Dans le plan de Cadorna, la 1re armée devait se défendre contre toute offensive autrichienne depuis le Trentin, protégeant ainsi (avec la 4e armée) l'arrière du gros de l'armée italienne qui était engagée sur le front d'Isonzo.
Dans l'obligation de rester sur la défensive, Brusati fut frustré par (selon lui) l'incapacité de Cadorna à comprendre que les Austro-Hongrois s'étaient retirés sur une ligne défensive bien au-delà de la frontière officielle. Ainsi, la 1re armée de Brusati mena des opérations offensives avec enthousiasme. Déjà le 25 mai 1915, le lendemain de l'entrée en guerre de l'Italie, ces troupes italiennes, profitant du fait que les troupes austro-hongroises étaient déployées loin de la frontière, conquirent des terrains d'une valeur stratégique considérable, comme le Monte Altissimo, Coni Zunga et certaines parties du Val d'Adige et Vallarsa, près du lac de Garde.
Cependant, à partir du mois d'août, après l'échec de nouvelles attaques contre les fortifications permanentes austro-hongroises (sur le plateau de Vézzena) qui gardaient la tête du Val d'Astico (à l'est des succès précédents), le général Cadorna dirige le commandement de la 1re armée vers le mode défensif. Néanmoins, Brusati ne renonce pas à poursuivre les opérations visant à consolider le front, déployant parfois ses troupes dans une position offensive. Cet alignement conduit à négliger les préparatifs défensifs, le gros des forces disponibles restant concentré sur les positions avancées, plutôt que sur les positions arrière, plus adaptées aux opérations défensives.

### Les opérations en 1916
En mars 1916, les services d'information de l'Armée ont la 1re nouvelle d'une concentration de forces autrichiennes dans le secteur du Trentin. Il s'agissait des préparatifs de l'expédition dite Strafexpedition, planifiée par le chef d'état-major de l'armée royale impériale austro-hongroise, le maréchal Franz Conrad von Hötzendorf. Cette offensive avait pour but de vaincre l'armée italienne, en déclenchant une offensive à travers les lignes de la 1re armée pour prendre à revers tout le déploiement italien de l'Isonzo. En vue d'une probable offensive ennemie, à sa demande, Cadorna accorde à Brusati cinq divisions supplémentaires, mais Cadorna reste persuadé que rien ne se passera dans ce secteur.
De plus, les troupes de Brusati étaient épuisées après leurs avancées offensives et l'état des défenses était mal préparé. En désaccord avec Cadorna, Brusati déploie la défense à l'extrémité des positions avancées en comptant sur la solidité des travaux de renforcement effectués jusque-là. En outre, le 1er avril, l'armée passe à nouveau à l'offensive, lançant des assauts qui obtiennent quelques succès partiels, mais au détriment de la défense.
Dans la seconde moitié du mois d'avril, le général Cadorna visite les lignes de la 1re armée et à cette occasion, il refuse même de rencontrer Brusati car, selon certains, il avait déjà prévu de le licencier. Le 8 mai, Brusati est relevé de son commandement par Cadorna et remplacé par le général Guglielmo Pecori Giraldi, huit jours avant le début de la contre-offensive austro-hongroise.

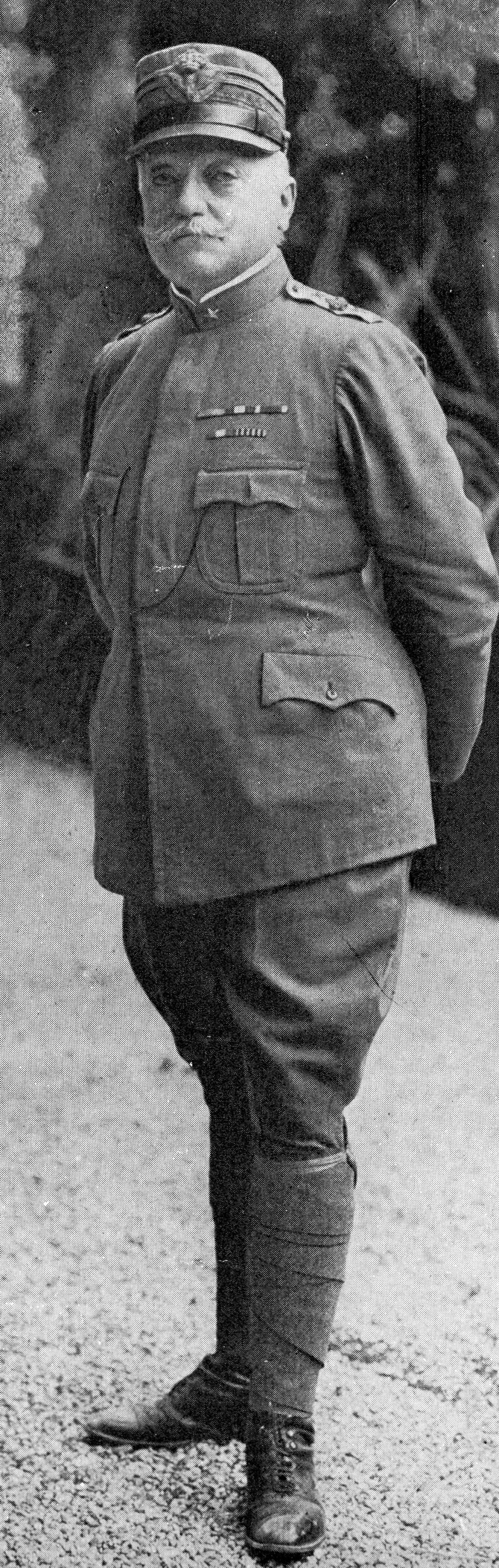
Le général Pecori Giraldi

En fin de compte, la 1re armée ainsi que des éléments de la 5e armée nouvellement créée l'emportent dans cette action austro-hongroise majeure, aidée par l'offensive russe Broussilov en Galicie qui oblige von Hötzendorf à déplacer des troupes de l'offensive italienne vers le front oriental.
En août 1916, la 1re armée est réorganisée et s'agrandit, ainsi que l'ensemble du Regio Esercito, car de plus en plus de conscrits atteignent la zone de guerre. La 1re armée compte désormais six corps d'armée, couvrant les mêmes lignes de front dans le Trentin. Le IIIe corps (5e, 6e et 37e division) reste sous les ordres du général Vittorio Camerana. Le Ve corps (44e, 47e et 32e division) est ajouté sous le commandement du lieutenant général Bertotti ; ainsi que le Xe corps (9e et 20e division) sous le commandement du lieutenant général Domenico Grandi ; une nouvelle Truppe Altipiani commandée par le lieutenant Mambretti et composée du XIIe corps (30e, 29e et 25e divisions) sous les ordres du lieutenant-général Zoppi et du XXe corps (13e, 28e division et une unité Alpini) sous les ordres du lieutenant-général Luca Montuori ; et le XVIIIe corps (15e division et 2e Cavalerie) sous les ordres du lieutenant-général Donato Etna. Il y avait une troupe de corps d'armée à Vérone, composée de bataillons d'infanterie, d'artillerie, d'unités de bombardement, de cavalerie et d'unités du génie.
Pour le reste de l'année 1916, cette armée s'est engagée dans des combats et d'autres actions dans ce qui est devenu connu comme la guerre blanche. Il y a eu des attaques sur le Monte Pasubio (en septembre et octobre), le Monte Cimone (en septembre), dans le Val Sugana (en août et septembre) et de nombreuses petites actions dans le Val Sugana, le Val Posina et Altipiano d'Asiago. De nombreux soldats ont également perdu la vie dans des avalanches.
En novembre 1916, la 1re armée, avec l'accord de Cardorna, avait planifié l'« Action K » (nom de code), une petite contre-offensive visant le Monte Ortigara en utilisant la Truppe Altipiani du général Mambretti ainsi que le XVIIIe corps d'armée. Le commandement italien reprendra et augmentera plus tard le plan pour juin 1917. Le 1er décembre 1916, Mambretti était désormais placé à la tête d'une nouvelle 6e armée, prenant son XXe corps d'armée ainsi que le XVIIIe corps d'armée. À ces troupes s'ajoutent deux corps nouvellement constitués, le XXIIe et le XXVIe corps d'armée.

### Les opérations en 1917
Dans le cadre d'une réorganisation (après Caporetto), plusieurs nouveaux corps d'armée sont créés et affectés (1916-1917) à la 1re armée, notamment les XXIXe, Ve, XXVIe et XXIIe corps d'armée. À cette époque, le front du Trentin était défendu par le IIIe corps d'armée (5e et 6e division et la Brigata Valtellina) de Stevio à Garda ; le XXIXe corps (37e et 27e division), le Ve corps d'armée (55e et 69e division), le Xe corps d'armée (32e et 9e division), trois corps d'armée de la Truppe Altipiani (XXVIe corps d'armée - 12e et 11e division, XXIIe corps - 57e et 2e division et XXe corps d'armée - 29e et 52e division) de Garda à Sugana.
La 1re armée n'a pas pris part à de grandes batailles défensives ou contre-offensives en 1917. La 1re armée a cependant défendu le plateau d'Asiago pendant la bataille de Caporetto, ce qui a aidé les troupes italiennes en retraite à établir une forte ligne défensive au niveau de la rivière Piave en novembre.
Cependant, la guerre blanche se poursuit en 1917 pour la 1re armée par une série de petites actions (entre juin et octobre) dans les hautes vallées isolées des montagnes du Trentin. Les actions mineures suivantes ont été rapportées):
- Corno di Cavento (Adamello) avec la 5e division, Casina Garioni / Casina Pascon avec le Xe corps d'armée,
- Mascio avec le IIIe corps d'armée, Vallagarina à Mori et Mont Giovo avec le XXIXe corps d'armée,
- Val di Ledro (IIIe corps d'armée), Val Posina (Ve corps d'armée),
- Massico dell'Ortler (Arditi),
- Val Concei et Dosso Prighen (IIIe corps d'armée),
- Val Giudicare (IIIe corps d'armée),
- Mont Altissimo (XXIXe corps d'armée)
- Val Camonica (IIIe corps d'armée).

### Les opérations en 1918
Bien que la 1re armée ait fait partie de la réorganisation de l'Armée italienne après Caporetto, les modifications étaient à l'origine assez mineures. En janvier 1918, l'ordre de bataille était essentiellement le même que les changements d'octobre, à l'exception de l'ajout du XXVe corps d'armée à la "Truppe Altipiani" sous les ordres du général Gaetano Zoppi. Cependant, en mars, le IIIe corps d'armée et un nouveau corps, le XIVe corps d'armée, ont été transférés à la 7e armée nouvellement créée, qui est devenue responsable du secteur Stelvio-Garda. De plus, la "Truppe Altipiani" a été dispersée dans d'autres armées italiennes, y compris la 6e armée nouvellement reconstituée (qui comprenait également les forces expéditionnaires britanniques et françaises arrivées en Italie après Caporetto) qui a pris en charge les défenses d'Asiago et la 4e armée réorganisée qui a également pris en charge les défenses montagneuses du Monte Grappa dans sa zone ouest.
La 1re armée a connu une action limitée dans les montagnes entre janvier et mai. Il y a eu des patrouilles continues qui ont occasionnellement conduit à de petits échanges de tirs et à des tirs d'artillerie (y compris des bombardements aériens). Cette armée a mené des actions mineures au Mont Cornone (Altopiano di Asiago), aux Tre Monti et dans le sous-secteur de la Val Lagarina (Conca dei Laghi et Castello Mori), et à la Vallarsa (Mont Corno).
Pendant l'offensive autrichienne de juin 1918 (seconde bataille du Piave), la 1re armée (et la 7e armée) était responsable de la défense du front du Trentin. Il n'y a pas eu d'offensives majeures ni de contre-offensives italiennes lancées dans cette zone, bien que les Austro-Hongrois aient exercé une certaine pression offensive pour soutenir leur opération Radetzky. Le 15 juin, la 6e division italienne, composée de la Légion tchécoslovaque en Italie, a été affectée à la 1re armée. Cependant, après cette bataille, les opérations ont commencé à reprendre à partir du mois d'août avec les petites batailles suivantes:
- Bataille de Dosso Alto di Zurez - (cote 703) - Le 3 août, au nord du Monte Altissimo, le XXIXe corps d'armée (Arditi) reprend cette position que les Autrichiens tenaient depuis le 15 juin.
- Bataille du Monte Majo en Val Posina (à gauche du Mont Pasubio) - Le 30 août, le Ve corps d'armée (Bersaglieri et Arditi) s'empare de la cote 1500 en face de Il Dente di Cane.
- Nord Sano - Le 11 septembre, les Arditi, avec le soutien d'un régiment tchèque, prennent un poste autrichien près de Mori et font 12 prisonniers.
- Dosso Alto et Sasso Sega - Le 21 septembre, la Légion tchèque a repoussé une tentative des Autrichiens de reprendre cette position.
- Cima Tre Pezzi - Le 24 septembre, des bersaglieri et des Tchèques (du secteur du Xe corps d'armée) ont pris position ici, aidés par les tirs d'artillerie de la division britannique de la 6e armée adjacente.
- Vallone di Belassi - Les Alpini (Xe corps d'armée), lors d'une contre-attaque le 25 septembre, capturent des positions autrichiennes à Collegio, en face de Valle Scarabozza.
- Pasubio - Col Santo - Le 26 septembre, les Bersaglieri (Ve corps d'armée) repoussent une tentative autrichienne d'attaquer Monte Corno.

### La bataille finale
Alors que la bataille finale (Vittorio Veneto) commence à la fin du mois d'octobre, la 1re armée (ainsi que la 7ème) doit maintenir une position strictement défensive. Cependant, alors que la bataille progresse et que la 1re armée austro-hongroise recule, puis s'effondre dans une retraite désorganisée, la 1re armée entame une poussée offensive vers Rovereto et la ville de Trente.
Le 2 novembre, alors que la situation de l'armée austro-hongroise devient de plus en plus pessimiste, le commandement suprême italien met également en mouvement les troupes de la 1re armée de Guglielmo Pecori Giraldi. Depuis la nuit précédente, le Xe corps d'armée avait attaqué dans le Val d'Astico en rencontrant peu de résistance ; Giraldi décida donc d'accélérer les opérations et ses troupes avancèrent immédiatement sur le plateau de Tonezza et sur le plateau de Luserna. La marche de la 32e division dans la Vallagarina commence en début d'après-midi ; une unité d'Arditi, sous le commandement du major Gastone Gambara, et trois bataillons alpins avancent dans la vallée et occupent Rovereto.
L'avance de l'armée italienne devient maintenant générale. Sur la rive gauche de l'Adige, les brigades du Piceno et de la Ligurie marchent à Vallarsa et sur le Pasubio, dans la Val Posina. Dans la vallée de l'Adige, la désintégration et l'effondrement des Austro-Hongrois deviennent catastrophiques ; les matériaux et les véhicules sont abandonnés, les trains en direction du nord sont pris d'assaut par les soldats, tandis que la panique et l'indiscipline se répandent.

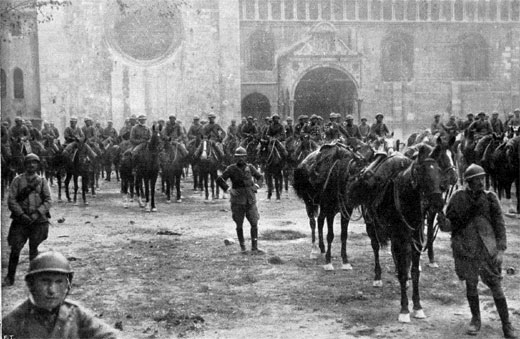
Les troupes italiennes à Trente le 3 novembre 1918

Dans l'après-midi du 3 novembre, les troupes de la 1re armée atteignent Trente : les premières unités à entrer dans la ville sont le régiment de cavalerie "Alessandria", le XXIVe corps d'armée d'Arditi, les Alpini du IVe groupe ; l'infanterie de la brigade de Pistoia arrive ensuite. L'avance finale n'avait pas rencontré de réelle opposition : les soldats italiens reçurent un accueil enthousiaste de la part de la population. Le soir même, une unité du régiment de cavalerie "Padoue" de la 4e armée du général Gaetano Giardino arriva également à Trente ; et le lendemain après-midi, Giraldi lui-même, commandant de la 1re armée, entra à Trente, lorsque l'armistice prit effet.
Après l'armistice, la 1re armée devient responsable de l'occupation de tout le Trentin, du Tyrol du Sud (qui font partie de l'Italie) et du Tyrol autrichien. Le 20 septembre 1919, le commandement de la 1re armée devient le commandement de la région de Trente, l'un des nouveaux commandements d'armée désignés de la Regio Esercito.

### Commandants successifs
| Grade                                | Nom                      | Du       | Au            |
| ------------------------------------ | ------------------------ | -------- | ------------- |
| generale d'armata                    | Roberto Brusati          | mai 1915 | mai 1916      |
| tenente generale in comando d'armata | Guglielmo Pecori Giraldi | mai 1916 | décembre 1919 |

## Seconde Guerre mondiale
En juin 1938, le commandement est transféré à Rome, prenant le nom de Comando Designato 1ª Armata sous le commandement du général désigné d'Armata Adriano Marinetti, puis devenant en août 1939 Comando 1ª Armata prenant sous son commandement les IIe, IIIe et XVe corps.
Le 10 juin 1940, jour de l'entrée de l'Italie dans la Seconde Guerre mondiale, la 1re armée, au sein de laquelle est également encadré le VIIIe corps d'armée, est déployée, sous le commandement du général Pietro Pintor, le long de la frontière française, du Mont Granero (exclu) à la côte ligure avec la IIe, Les IIIe et XVe corps d'armée, sur la première ligne et le VIIIe corps d'armée, sur la deuxième ligne, appuyés par le 118e escadron de reconnaissance de l'Aviation auxiliaire de l'armée de terre, participent à la campagne des Alpes occidentales contre la France sur deux lignes opérationnelles celui du Colle della Maddalena, visant Barcelonnette, Marseille et celui de la Riviera visant Menton, Nice, Marseille. L'action, qui débute le 23 juin, se heurte à une résistance française tenace, notamment dans le secteur des IIe et IIIe corps d'armée, et les conditions environnementales, combinées au chaos logistique, à l'inexpérience tactique des commandements et au manque d'artillerie et d'entraînement à la guerre de montagne, entravent davantage la poussée offensive. L'infanterie italienne a fait des progrès limités, restant par endroits bloquée sur place jusqu'au jour de l'armistice avec la France. La seule conquête d'importance est la ville de Menton, située à moins de 10 kilomètres du front, conquise par une colonne de la division Modena qui avait réussi à descendre des montagnes sans rencontrer trop de résistance. A l'issue des opérations, la 1re armée est dissoute le 31 juillet 1940.
Le 1er octobre 1942, l'armée blindée italo-allemande (Armata corazzata italo-tedesca - ACIT ou Deutsch-Italienische Panzerarmee) est constituée avec des éléments de la Panzer armee Afrika. Après sa formation, l'armée blindée italo-allemande, sous le commandement du général allemand Georg Stumme, jusqu'à sa mort le 24 octobre 1942, et du maréchal Erwin Rommel à partir du 25 octobre, participe à la bataille d'El Alamein en octobre-novembre 1942 et, en novembre 1942, à la retraite de la frontière égyptienne et de la Cyrénaïque. Plus tard, en novembre-décembre 1942, l'armée blindée italo-allemande (Deutsch-Italienische Panzerarmee), pressée par la 8e armée britannique du maréchal Bernard Montgomery, est engagée dans une bataille défensive sur la ligne de Marsa El Brega. Entre janvier et février 1943, l'ACIT est engagée dans des combats d'arrière-garde à la frontière entre la Tunisie et la Tripolitaine et le 25 janvier 1943, après avoir quitté la Libye, l'ACIT se rend en Libye, a traversé la frontière vers la Tunisie et a participé à toutes les phases de la campagne de Tunisie jusqu'à la capitulation.
En novembre 1942, quelques divisions de la division Centauro sont envoyées en Afrique du Nord, pour soutenir les forces italiennes sur place, qui, déjà décimées pendant le transfert de l'Italie vers le sol africain, puisque le convoi qui les transportait a été attaqué, ne sont pas arrivées en Afrique en tant que division organique, puisqu'une partie de ses unités n'a jamais été transférée et que les unités transférées, lorsqu'elles sont arrivées sur le sol africain, ont été immédiatement envoyées au front agrégées avec d'autres grandes unités, italiennes et allemandes. La plupart des chars des XIVe et XVIIe bataillon du 31e régiment de chars avaient opéré sous le commandement du régiment Cantaluppi, qui avait déjà absorbé ce qui restait des divisions Ariete et Littorio. Après une série d'acquisitions et de pertes d'unités, mal expliquées en raison des difficultés de documentation en ces temps plutôt chaotiques, au début de 1943, le Raggruppamento Cantaluppi, avec des unités du 5e régiment de bersagliers et du 31e régiment de chars arrivés de Grèce, forme la division Centauro, qui, en ces premiers mois de l'année, est le protagoniste des premières et seules victoires du Regio Esercito sur l'armée américaine, dans les batailles du col de Kasserine et d'El Guettar.
En novembre 1942, après la défaite d'El Alamein et les débarquements alliés en Algérie et au Maroc, l'Oberkommando der Wehrmacht (OKW) envoie la 5e Panzerarmee sous le commandement du Generaloberst Hans-Jürgen von Arnim sur le sol africain, dans le but de créer une tête de pont en Tunisie pour faire face à la menace de l'Est et de l'Ouest.
Le 23 février 1943, la Deutsch-Italienische Panzerarmee est rebaptisée 1re armée italienne et placée sous le commandement du général italien Giovanni Messe, tandis que Rommel est placé à la tête d'un nouveau Heeresgruppe Afrika (Groupe d'armées Afrique) créé pour contrôler à la fois la 1re armée italienne et la 5e Panzerarmee allemande. Rommel affronte les troupes américaines dans la bataille du col de Kasserine, remportant quelques succès initiaux notables et infligeant de lourdes pertes aux forces ennemies inexpérimentées, mais il doit néanmoins se replier sur ses positions d'origine en raison de l'infériorité marquée des hommes et des moyens et, face aux forces britanniques une fois encore, sur l'ancienne frontière défensive française de la ligne Mareth, Rommel ne peut que retarder l'inévitable. Après être tombé malade, Rommel quitte l'Afrique et passe le commandement le 9 mars 1943 au Generaloberst (Colonel Général) Hans-Jürgen von Arnim.
Le 20 mars 1943, la division Centauro, déployée à Gafsa, est attaquée par l'ensemble du IIe Corps américain pendant la bataille de la ligne Mareth (Opération Pugilist). La division Centauro résiste aux forces ennemies écrasantes pendant 12 jours, jusqu'à ce qu'elle soit remplacée en ligne par la 21e Panzerdivision le 31 mars. Bien qu'elle tienne le front, la division italienne est pratiquement anéantie, aussi ses divisions de bersagliers sont-elles rattachées au Kampfgruppe Manteuffel (groupe de combat Manteuffel) et les chars, également sous commandement italien, à la 10e Panzerdivision.
Messe réussit habilement à retarder la défaite des troupes italo-allemandes en forçant l'ennemi à se défendre lors de la bataille de Médenine. Avec la chute de la Cinquième Armée allemande, due à l'impossibilité de recevoir des approvisionnements et des renforts par le canal de Sicile, désormais complètement contrôlé par les Alliés, une impasse imprévisible se crée, dans laquelle les troupes italiennes résistent sans trop de perspectives, encerclées par les troupes alliées de nombreux contingents, mais Messe, bien qu'encerclé, résiste en répondant, lorsqu'on lui demande de se rendre, qu'il ne se rendra que si l'on accorde à ses troupes l'honneur des armes, ce que les adversaires ne font pas. La situation est résolue par Mussolini qui, le 12 mai 1943, télégraphie à Messe l'ordre de se rendre et le nomme maréchal d'Italie. Le 13 mai, les troupes italiennes se rendent et Messe est fait prisonnier par le général de l'armée néo-zélandaise Bernard Freyberg.

### Ordre de bataille au 10 juin 1940
Ordre de bataille au 10 juin 1940.

#### 2ecorps
Commandé par le général Francesco Bettini
- 4e division d'Infanterie Livorno (général Benvenuto Gioda)
- 33e division d'infanterie Acqui (général Francesco Sartoris)
- 36e division d'infanterie Forli (général Giulio Perugi)
- 4e division alpine Cuneense (général Alberto Ferrero)

Corps de réserve :
- 3e secteur de la Guardia alla Frontiera (gardes-frontières)
- Groupe d'artillerie du 2e corps
- 2e groupe du génie
- 7e groupe d'artillerie de la Guardia alla Frontiera
- 14e groupe d'artillerie de la Guardia alla Frontiera
- 22e groupe d'artillerie de la Guardia alla Frontiera
- Bataillon Alpini « Val Stura »
- Bataillon Alpini « Val Maira »
- 6e bataillon de mitrailleuses
- 102e bataillon de mitrailleuses
- 109e bataillon de mitrailleuses de position
- 114e bataillon de mitrailleuses de position
- 5e bataillon Artieri (ingénieurs de la construction)
- 2e compagnie de chars
- 84e compagnie télégraphique
- 152e compagnie ouvrière
- 1re entreprise chimique
- 72e section des projecteurs
- 6e unité mobile de pigeons-messagers

#### 3eCorps
Commandé par le général Mario Arisio
- 3e division d'Infanterie Ravenna (général Edoardo Nebbia)
- 6e division d'infanterie Cuneo (général Carlo Melotti)

Corps de réserve :
- 2e secteur de la Guardia alla Frontiera
- Groupe d'artillerie du 3e corps
- 3e groupe du génie
- 16e groupe d'artillerie de la Guardia alla Frontiera
- Bataillon Alpini « Val Venosta »
- 3e bataillon de mitrailleuses
- 103e bataillon de mitrailleuses
- 112e bataillon de mitrailleuses de position
- 10e bataillon Artieri (ingénieurs de la construction)
- 7e compagnie télégraphique
- 72e compagnie télégraphique
- 3e bataillon de chemises noires
- 4e bataillon de chemises noires
- 8e unité mobile de pigeons-messagers

#### 15ecorps
Commandé par le général Gastone Gambara
- 5e division d'infanterie Cosseria (général Alberto Vassari)
- 37e division d'infanterie Modena (général Alessandro Gloria)
- 44e division d'infanterie Cremona (général Umberto Mondino)
- Groupe Alpini (4 x bataillon d'Alpini  - 2 x bataillon d'Alpini - 1 x bataillon de chemises noires)

Corps de réserve :
- 1er secteur Guardia alla Frontiera
- 5e secteur de la Guardia alla Frontiera
- Groupe d'artillerie du 15e Corps
- 11e groupe d'artillerie Guardia alla Frontiera
- 24e groupe d'artillerie Guardia alla Frontiera
- 15e bataillon de mitrailleuses.
- 108e bataillon de mitrailleuses de position
- 111e bataillon de mitrailleuses de position
- 9e bataillon Artieri (ingénieurs de la construction)
- 71e compagnie télégraphique
- 76e compagnie télégraphique
- 100e compagnie radio
- 33e bataillon de chemises noires
- 34e bataillon de chemises noires

#### Réserves de l'armée
- 4e AA Art. Rgt
- Groupe d'artillerie de la 2e armée
- Groupe d'artillerie de la 4e armée
- Groupe d'artillerie de la 7e armée
- Groupe d'artillerie de la 8e armée
- 1er Signal Btl.
- 2e bataillon de communications
- 2e bataillon de mineurs (construction de montagne)
- 5e bataillon de mineurs
- 69e escadron de l'armée de l'air (reconnaissance)
- 7e division d'Infanterie Lupi di Toscana (général Ottavio Prieur)
- 16e division d'infanterie Pistoia (général Mario Priore)
- 22e division d'infanterie Cacciatori delle Alpi (général Dante Lorenzelli)
- 5e division alpine Pusteria (général Amedeo De Cia)
- Groupement Celere (rapide - moteur)
- 1er régiment de bersagliers
- 3e régiment de chars
- Régiment de cavalerie Cavalleggeri di Monferrato

### Ordre de bataille en avril 1943
Ordre de bataille, en avril 1943.
- 21e division blindée
- 15e division blindée
- 90e division légère
- 164e division légère
- 16e division motorisée Pistoia
- 101e division motorisée Trieste
- 131e division blindée Centauro
- 136e division blindée Giovani Fascisti

### Commandants successifs
| Grade                       | Nom            | Du              | Au           |
| --------------------------- | -------------- | --------------- | ------------ |
| generale designato d'armata | Pietro Pintor  | 10 juin 1940    | 24 juin 1940 |
| generale d'armata           | Giovanni Messe | 23 février 1943 | 13 mai 1943  |